# The Undertaker
Mark William Calaway (24. ožujka 1965.), poznatiji pod nazivom The Undertaker, američki je profesionalni hrvačkoji je trenutno potpisan za WWE.

## Vanjske poveznice
|  | Zajednički poslužitelj ima još gradiva o temi The Undertaker |